# Västergötlands Altertumsverein
Västergötlands Altertumsverein (schwed. Västergötlands fornminnesförening) ist ein schwedischer Verein zur Bewahrung der Kulturdenkmäler und der Kulturlandschaft Västergötlands. Der Verein hat ungefähr 1200 Mitglieder und ist heute ein Unterstützungsverein für das Provinzmuseum Västergötlands in Skara, das Regionalmuseum Västra Götalands in Vänersborg und das Lödöse Museum.

## Geschichte
Der Verein wurde 1863 gegründet. Eine der wichtigsten Aufgaben am Beginn war, kulturhistorisch interessante Gegenstände aus Västergötland zu sammeln. Die Sammlungen wuchsen mit der Zeit so stark, dass der Verein 1919 das Museum Västergötlands Museum gründete. 1869 wurde die erste Nummer der Vereinszeitschrift publiziert.

## Tätigkeit

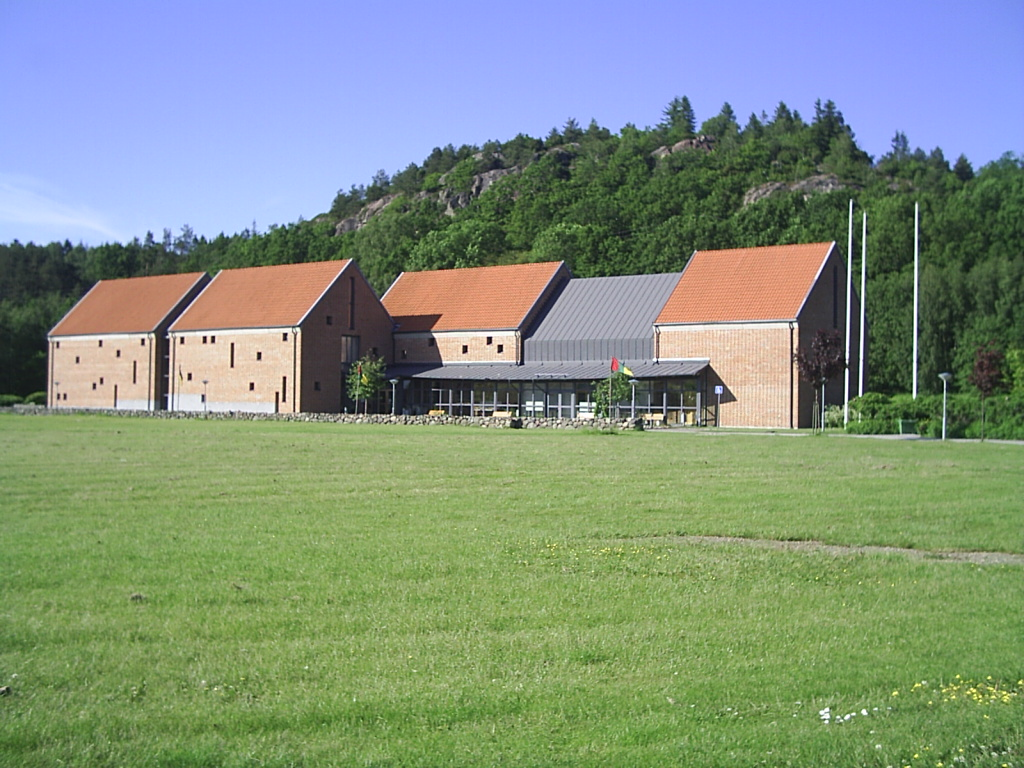
Lödöse Museum

Der Altertumsverein Västergötlands ist heute Unterstützungsverein für das Provinzmuseum Västergötlands in Skara, das Regionalmuseum Västra Götalands in Vänersborg und das Lödöse Museum. Der Verein gibt alle zwei Jahre eine thematische Schrift zur Geschichte Västergötlands in Buchform heraus, 2004 etwa zur Medizingeschichte Västergötlands. Weiters vergibt der Verein seit 2004 jährlich ein Forschungsstipendium. Weitere Tätigkeiten sind die Veranstaltung von Seminarien, Vorlesungen u. a.